# Țibănești
Ţibăneşti é uma comuna romena localizada no distrito de Iaşi, na região de Moldávia. A comuna possui uma área de 94.07 km² e sua população era de 8003 habitantes segundo o censo de 2007.